# Бабій Гай
Бабій Гай — колишній населений пункт (лісова сторожка) у Пузирецькій волості Бердичівського повіту Київської губернії та Красівській сільській раді Бердичівського району Бердичівської округи.

## Населення
Відповідно до перепису населення СРСР 17 грудня 1926 року, чисельність населення становила 4 особи, з них 2 чоловіків та 2 жінки; за національністю — українці. Кількість домогосподарств — 1.

## Історія
Заснована у 1906 році, входила до складу Пузирецької волості Бердичівського повіту Київської губернії. Станом на 17 грудня 1926 року — лісова сторожка в підпорядкуванні Красівської сільської ради Бердичівського району Бердичівської округи. Відстань до центру сільської ради, с. Красівка — 1,5 версти, до районного центру, м. Бердичів — 12 верст, до найближчої залізничної станції, Бердичів — 15 верст.
Знята з обліку населених пунктів до 1 жовтня 1941 року.